# Salomone ben Eliakim Finzi
Salomone ben Eliakim Finzi, o Panzi (fl. XVI secolo), è stato un rabbino italiano.

## Biografia
È vissuto a Forlì nel XVI secolo, scrisse la Mafteaḥ ha-Gemara, nota anche come Clavis Gemarica (1536),si tratta di un commento al Talmud, col testo in due versioni, ebraica e latina, disposte in colonne parallele.
La Mafteaḥ ha-Gemara - Clavis Gemarica fu pubblicata anche nella collezione Tummat Yesharim a Venezia nel 1622 e nella Clavis Talmudica Maxima del Bashuysen nel 1714.

## Fonti
- http://www.prbm.com/interest/i.htm?judaica-d-i.shtml~main[collegamento interrotto]
- http://portale.comune.brescia.it/NR/rdonlyres/1BB49ADC-C0C6-441F-91F3-1338DF3D52D0/0/elencotestiebraiciesposti.pdf[collegamento interrotto]